# Secretos en el Monte Olvidado
 Secretos en el Monte Olvidado  es una película documental de Argentina dirigida por Leo Kanaf sobre su propio guion que, producida en 1986, nunca fue exhibida comercialmente. Es un filme sobre la provincia de Formosa y la narración desde fuera de cámara está a cargo de Virginia Lago y Edgardo Suárez.
La publicidad de la película anunciaba:

"Un clásico largometraje filmado en el corazón de América. Hombres y bestias. Pirañas. Dorados. Yacarés. Tapires. Monos. El diluvio. La tierra seca y el secreto de los aborígenes en los montes más remotos"

## Reparto
| Actor          | Personaje | Notas |
| -------------- | --------- | ----- |
| Virginia Lago  |           | Voz   |
| Edgardo Suárez |           | Voz   |